# Виеру, Игорь Дмитриевич

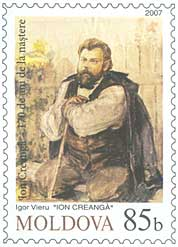
Ион Крянгэ работы Игоря Виеру на почтовой марке Молдовы, 2007 год

Игорь Дмитриевич Виеру (рум. Igor Vieru; 23 декабря 1923 — 24 мая 1988) — молдавский советский художник, живописец и график. Заслуженный деятель искусств Молдавской ССР (1963).

## Биография
Родился в 1923 году в селе Чернолёвка Сорокского уезда Бессарабской губернии (ныне Дондюшанский район Республики Молдова).
Отец художника был скрипичным мастером, а брат играл на скрипке.
Будучи самоучкой, в качестве ученика и подмастерья расписывал церковь Святого Дмитрия в местечке Слободзея Арджеш в Румынии (1942—1944).
Учился в Республиканском художественном училище в Кишинёве (1946—1949).
После окончания училища Виеру некоторое время преподает в педагогическом училище (г. Кэлэраш), затем возвращается в Чернолевку, где работает в школе. Но из-за отсутствия там художественной среды вернулся в столицу. В Кишинёве начинает сотрудничать с издательствами, в частности, с «Кипэруш», создает целую серию графических листов и оформляет книги.
Преподавал в художественном лицее, который сейчас носит его имя, а также в республиканском художественном училище Александра Пламадялэ.
Умер в 1988 году.

## Творчество
Автор лирических картин из жизни советского молдавского села и поэтических пейзажей («Весна», 1961; «Сбор урожая», 1972 — оба в Художественном музее Молдавской ССР, Кишинёв), витража «Орденоносная Молдавия» в Краеведческом музее Кишинёва (совместно с Ф. Хэмурару; 1964), иллюстрации к повестям Й. Крянгэ (1955), стихам и поэме «Кэлин» М. Эминеску (1962—1963), станковых графических листов (серия гравюр на дереве «Сердце поёт», 1964).
Игорь Виеру оформил более 60 книг. Известны его иллюстрации к народным сказкам, русской и румынской классике. Первую азбуку на румынском языке иллюстрировал Игорь Виеру. Он также создал целую галерею портретов классиков молдавской литературы: В. Александри, М. Эминеску, И. Крянгэ, А. Матеевича.

## Звания и Награды
- Медаль «Михай Эминеску» (2000, Молдавия, посмертно) — за заслуги в деле национального возрождения, значительный вклад в пропаганду литературного наследия Михая Эминеску и утверждение национальных духовных ценностей[1].
- Орден Дружбы народов (1986).
- Орден «Знак Почёта» (1960).
- Заслуженный деятель искусств Молдавской ССР (1963).
- Государственная премия Молдавской ССР (1976) — за живописные произведения «Балада деспре пэмынт» («Баллада о земле», триптих), «Ноапте де юлие» («Июльская ночь»), «Реколтаря» («Жатва»), «Грижь де примэварэ» («Весенние заботы»).

## Память
- В 1994 году была выпущена почтовая марка Молдовы, посвященная Виеру.
- Его именем назван одна из улиц Кишинёва.
- Его именем назван одна из улиц г. Бэлць.
- Его именем назван одна из улиц г. Дондюшаны.